# Benjamin Guggenheim
Benjamin "Ben" Guggenheim, ameriški poslonež in industrialec * 26. oktober 1865 Filadelfhia, Pennsylvania, ZDA † 15. april 1912, Atlantski ocean.                                                 
Guggenheim je bil eden najbogatejših moških v ZDA.                                                
Guggenheim je bil peti od sedmih sinov bogatega rudarja Meyerja Guggenheima in njegove žene Barbare Myers. Leta 1894 se je Guggenheim poročil s Florette Seligman, hčerko Jamesa Seligmana, partnerja v podjetju J&W Seligman. Skupaj sta imela tri hčerke. Srednja hči Marguerite "Peggy" Guggenheim je postala navdušena zbirateljica umetnin in pokroviteljica. Njen dom v Benetkah je danes priznani umetniški muzej Peggy Guggenheim Collection.  
Njegov brat, Solomon R. Guggenheim je ustanovil fundacijo Solomon R. Guggenheim, ki je bil lastnik Muzeja umetnosti Guggenheim v New Yorku. Benjamin Guggenheim je po smrti njegovega očeta podedoval veliko denarja, a očetovega poslovanja ni podedoval. Njegova zapuščina se je zaradi številnih slabih naložb precej zmanjšala.
Guggenheim je imel poleg stanovanja v New Yorku tudi stanovanje v Parizu. 10. aprila 1912 se je v Cherbourgu vkrcal na ladjo RMS Titanic za njegovo vrnitev v ZDA. Med potovanjem ga na krovu ni spremljala njegova žena, ampak njegova ljubica, francoska pevka Madame Leontine Aubart. Ko je Titanic trčil v ledeno goro in začel toniti, je Guggenheim pomagal svoji ljubici do reševalnega čolna, nato pa se je odločil, da bo potonil z ladjo. Guggenheima so nazadnje videli kako je ležal na ležalniku na velikem stopnišču prvega razreda ter pil viski in kadil cigareto. Umrl je v potopu, njegovega trupla pa niso nikoli našli. Od takrat je Guggenheim postal ena najbolj znanih ameriških žrtev Titanica. 